# Southeastern Film Critics Association Awards 1993
La 1ª edizione dei Southeastern Film Critics Association Awards si è tenuta nel gennaio 1993.

## Classifiche

### Migliori dieci film
- Casa Howard (Howards End), regia di James Ivory
- I protagonisti (The Player), regia di Robert Altman
- Aladdin (Aladdin), regia di Ron Clements e John Musker
- La moglie del soldato (The Crying Game), regia di Neil Jordan
- Malcolm X (Malcolm X), regia di Spike Lee
- Mariti e mogli (Husbands and Wives), regia di Woody Allen
- Codice d'onore (A Few Good Men), regia di Rob Reiner
- Il mistero di Jo Locke, il sosia e Miss Britannia '58 (Hear My Song), regia di Peter Chelsom
- L'ultimo dei Mohicani (The Last of the Mohicans), regia di Michael Mann
- Americani (Glengarry Glen Ross), regia di James Foley

## Premi
- Miglior film: Casa Howard (Howards End), regia di James Ivory
- Miglior attore: Denzel Washington (Malcolm X)
- Miglior attrice: Emma Thompson (Casa Howard)
- Miglior attore non protagonista: Jack Nicholson (Codice d'onore)
- Miglior attrice non protagonista: Judy Davis (Mariti e mogli)
- Miglior regista: Robert Altman (I protagonisti)